# Horelophus walkeri
Horelophus walkeri är en skalbaggsart som beskrevs av Armand D'Orchymont 1913. Horelophus walkeri ingår i släktet Horelophus och familjen palpbaggar. Inga underarter finns listade i Catalogue of Life.